# 古源站
古源站是位于黑龙江省大兴安岭地区松岭区古源镇的一个铁路车站，邮政编码165031。车站建于1967年，有富西铁路经过该站，现办理客货运业务，车站及其上下行区间均未电气化。车站距离富裕站440公里，隶属哈尔滨铁路局，是四等站。